# نفقة الزوجة في القانون المصري
نفقة الزوجة في القانون المصري يلتزم الزوج وجوباً بأدائها لزوجته؛ حيث لو امتنع عن الإنفاق على زوجته بغير حق شرعي، فإن للزوجة أن تطلب من القضاء إجبار الزوج على الإنفاق عليها. ويأخذ القانون المصري برأي الأحناف في أن سبب وجوب نفقة الزوجة على زوجها هو الاحتباس لحق الزوج؛ أي حبس الزوجة نفسها لرعاية شئون زوجها ودخولها في طاعته لتحقيق أغراض الزواج.

## شروط وجوبها
يُشترَط لوجوب نفقة الزوجة على زوجها عدة شروط هي:
1. أن يكون عقد الزواج صحيحاً: فلو كان العقد باطلاً أو فاسداً فلا تجب النفقة؛ لأنه من الواجب في هذه الحالة هو التفريق بين الزوجين؛ فلا تُعتَبر الزوجة محبوسة لحق الزوج.[2]
2. أن تكون الزوجة صالحة لتحقيق مقصود الزواج منها: أي أن تكون صالحة للقيام بواجبات الزوجية. أما لو كانت الزوجة لا تشتهي زوجها لكنها بقيت في بيت زوجها لكي ينتفع بها في الخدمة والاستئناس، فإن القانون المصري يأخذ برأي بعض الأحناف من أنه يكون لها نفقة في تلك الحالة؛ لأنه حصل منها نوع من المنفعة.[2] أما لو كانت الزوجة مريضة مرضاً يجعلها غير صالحة لتحقيق مقصود الزواج منها، فإن القانون المصري ينص على أنها تستحق النفقة؛ حيث ينص القانون رقم 100 لسنة 1985 على أنه: «ولا يمنع مرض الزوجة من استحقاقها للنفقة».[2]
3. دخول الزوجة في منزل الزوجية: فلو لم يحدث احتباس أو بقاء الزوجة في منزل الزوجية دون مبرر شرعي، فإنه تسقط نفقة الزوجة عن زوجها.[3]

## حالات سقوطها

### الزوجة الناشز
الزوجة الناشز هي التي تخرج عن طاعة زوجها بغير مبرر شرعي أو بسبب ليس من جهته؛ كأن تمتنع عن الانتقال لمنزل زوجها رغم أنه كان معداً إعداداً لائقاً، أو تخرج الزوجة من منزل الزوجية بغير إذن زوجها دون مبرر شرعي، أو تمنعه من الدخول عليها في بيتها الذي يقيم معها فيه بإذنها، أو تمتنع الزوجة عن السفر مع زوجها إلى حيث يعيش. وفي هذه الحالات تكون الزوجة ناشزاً وفوّتت على زوجها حقه في الاحتباس؛ وبالتالي تسقط نفقتها. لكن لا تكون الزوجة ناشزاً، ولا تسقط نفقتها، إذا كان امتناع الزوجة عن الانتقال إلى منزل الزوجية، أو كان خروجها منه دون إذن زوجها، قد تم بمبرر شرعي أو بسبب من جهة الزوج: كأن يكون المنزل غير صالح للسكنى، أو كانت الزوجة قد طلبت من زوجها أن ينقلها من بيتها الذي يقيم معها فيه إلى منزل آخر ولم يفعل ثم منعته من الدخول في بيتها، أو كان البلد المسافر إليه الزوج غير آمن، أو كانت الزوجة قد اشترطت في عقد زواجها ألا ينقلها من البلد الذي تعيش فيه، أو كانت قد خرجت من منزل الزوجية لتمريض أحد أبويها أو لقضاء حوائجها التي يقضي بها العرف أو الضرورة.

### الزوجة المسافرة
إذا سافرت المرأة وحدها، أو مع محرم، دون إذن زوجها، فإنها لا تجب لها نفقة؛ لأنها فوتت على زوجها حقه في احتباسها.

### الزوجة العاملة
تنص الفقرة الخامسة من المادة الأولى من القانون رقم 100 لسنة 1985 على أنه: «ولا يعتبر سبباً لسقوط نفقة الزوجة خروجها من مسكن الزوجية دون إذن زوجها في الأحوال التي يُباح فيها ذلك بحكم الشرع مما ورد به نص أو جرى بع عرف أو قضت بها ضرورة، ولا خروجها للعمل المشروع ما لم يظهر أن استعمالها لهذا الحق المشروط مشوب بإساءة استعمال الحق، أو مناف لمصلحة الأسرة، وطلب منها الزوج الامتناع عنه». وبناءً على ذلك، يجوز للزوجة أن تخرج من منزل الزوجية لأداء عملها المشروع، ولا يجوز للزوج منعها من الخروج لعملها، وإذا خرجت لا تسقط نفقتها؛ وذلك في الأحوال التالية:
1. اشتراط الزوجة في عقد زواجها أن تعمل أو أن تظل في عملها.
2. إذا تزوجها الرجل وهو عالم بعملها قبل الزواج.
3. إذا رضى الزوج بخروج زوجته للعمل، بعد زواجه منها.

وعمل الزوجة في تلك الحالات مشروط بألا تسيء استعمال حقها في الخروج للعمل وإلا جاز لزوجها أن يمنعها من العمل، وألا يتنافى عملها مع مصلحة الأسرة (كأن يستدعي عملها سهرها ليلاً خارج المنزل).

### الزوجة المحبوسة
إذا حُبِسَت الزوجة في جريمة من الجرائم أو دَين، ولو كان الحبس ظلماً، فإنها لا تستحق نفقتها وقت الحبس؛ لأنه تم حرمان زوجها من حقه في الاحتباس الموجب للنفقة لسبب لا دخل له فيه. أما لو كان حبس الزوجة قد تم استيفاءً لحق الزوج؛ كأن كانت مدينة له وطالب بحبسها لعدم سدادها الدين، فإنه لا تسقط نفقتها؛ لأنه هو من سعى لتفويت حقه في الاحتباس.

### الزوجة المخطوفة
لا نفقة للزوجة المخطوفة مدة خطفها؛ لأن فوات حق الاحتباس، وإن لم يكن بسبب من جهتها، فهو كذلك ليس بسبب من جهة زوجها.

### الزوجة المرتدة
إذا خرجت الزوجة المسلمة عن الإسلام إلى أي دين آخر أو إلى الإلحاد، فإنه تسقط نفقتها؛ لأن ارتدادها عن الإسلام يوجب التفريق بينها وبين زوجها.

## أنواعها
1. نفقة الطعام والشراب.[9]
2. نفقة الكسوة: يجب على الزوج توفير كسوة بالشتاء وأخرى بالصيف، ويجب عليه غيرهما إذا ثبت عدم كفايتهما.[9]
3. المسكن: على الزوج توفير مسكناً لائقاً، ويشتمل كل ما يلزم السكن من أثاث وأدوات منزلية، ويكون خالياً من سكن الغير (حتى ولو كان من أهل الزوج) دون رضا الزوجة.[9]
4. نفقة الخادم: على الزوج نفقة الخادم إذا كان موسراً وكانت زوجته ممن لا يخدمن أنفسهن في بيوت آبائهن.[10]
5. مصاريف العلاج: أخذ القانون المصري بمذهب الشيعة الزيدية ومذهب الإمام مالك، من أن ثمن مصاريف علاج الزوجة يعد من قبيل النفقة الواجبة على الزوج.[11]